# 星暦
- 星暦（ほしごよみ）。天体運行が示された暦のこと。占星術などに用いられている。
- 星暦（せいれき）。架空の紀年法である。

## 紀年法としての星暦
- 藤川桂介が自身の伝奇小説『宇宙皇子』『神童記』『篁・変成秘抄』等で用いている紀年法。西暦と同じ
- ゲーム『シュヴァルツシルト』で用いられている紀年法。
- 小説『タイタニア』で用いられている紀年法。星間都市連盟が発足した年を紀元としている。
- アニメ『YAMATO2520』で用いられている紀年法。
- ゲーム『エランシア』で用いられている紀年法。